# Биологически активные добавки

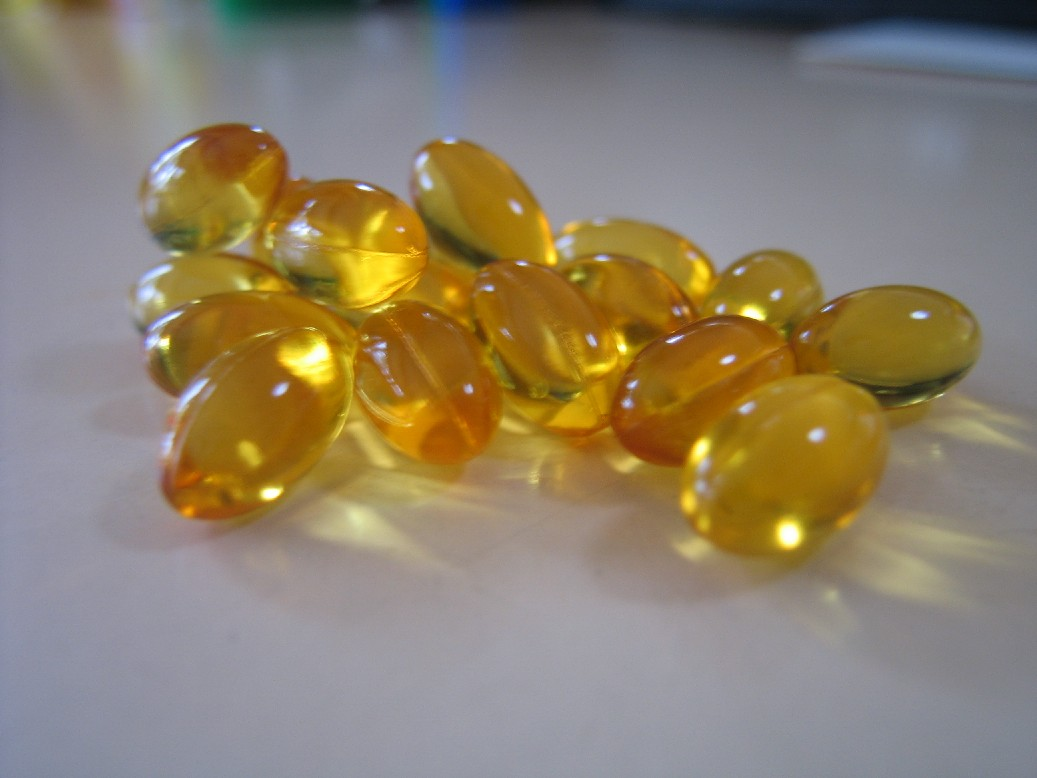
Биологически активная добавка к пище рыбий жир, выпущенная в форме мягких желатиновых капсул

Биологи́чески акти́вные доба́вки (БАД) к пи́ще — биологически активные вещества и их композиции, предназначенные для непосредственного приёма с пищей или введения в состав пищевых продуктов.
Юридически, БАД относятся к пище, лекарственными средствами не являются. БАД это форма регистрации, как и лекарства. Одни и те же вещества могут быть зарегистрированы и как БАД, и как лекарства. БАД используются как дополнительный источник биологически активных веществ (пищевых волокон, витаминов, минеральных веществ, аминокислот) для ликвидации их дефицита и оптимизации рациона.
Стандартов производства БАДов не существует. Контроль их качества заключается лишь в оценке их безопасности как пищевых продуктов. Клинических испытаний БАДы не проходят. В России нет цельной системы и нормативной базы регулирования в сфере оборота БАД. В результате БАД стали объектом бесконтрольной коммерческой деятельности с недобросовестной и агрессивной рекламой. Сегодня многие БАДы рекламируются как лекарства, на самом деле ими не являясь. Коммерческие фирмы нередко производят БАД кустарным способом. Толкование термина «БАД» стало двусмысленным как среди потребителей, так и среди медицинского персонала, это зачастую приводит к серьёзным заблуждениям.
На этикетках БАД часто написаны ложные сведения об их составе и/или эффекте их применения.
Распространение БАД прежде всего имеет под собой коммерческую основу. Современная реклама БАД и лекарственных средств, в особенности телевизионная, создаёт высокую степень риска для потребителя. Опасность представляют также те производители, которые используют при создании БАД неизученные или ядовитые природные компоненты.
БАД используются также в животноводстве и птицеводстве.

## Общее описание
Из древней восточной народной медицины известно лечебное и оздоровительное действие пищевых веществ. Рецептуры лечебно-профилактических средств того времени имеют очень сложный, многокомпонентный состав и естественное происхождение.
Когда научный подход к пище развил представления о ней как об источнике комплекса фармакологических веществ, регулирующих физиологические функции организма, возникла пограничная область знаний между диетологией и фармакологией, имеющая несколько названий, в том числе фармаконутрициология. В этой области произошло создание, изучение и применение биологически активных добавок к пище.
Термин «nutraceuticals» был предложен в 1989 году доктором Стивеном де Фелис для описания продуктов питания и фармацевтического производства.[значимость факта?].
Автор русского термина «биологически активные добавки» — академик А. В. Тутельян. В дальнейшем он сожалел, что назвал эти пищевые добавки «биологически активными».
В России нормативными актами закреплено значение термина «биологически активные добавки» как компонентов пищи, федеральное законодательство и Роспотребнадзор относит БАД к пищевой продукции.
Огромное количество людей, среди которых есть врачи, занимаются коммерческим продвижением БАД. Такие люди утверждают, что добавки необходимы каждому. В России среди них известны доктор Зубарева, Екатерина Филатова и другие. Рынок БАД в 2018 году составил $115 млн, это около 10 % фармацевтического рынка, и имеет тенденцию к росту, прогноз до 2025 года — 7,9 % в год.
По результатам исследования, проведенного в 2022 году, состав БАД нередко не совпадает с заявленным производителем, и в целом этикетка часто содержит ложные сведения о продукте. При этом исследовании, в котором изучались тридцать БАД, первыми выпавших в поиске в магазине Amazon и имевших указания на иммуностимулирующие свойства, обнаружилось, что у 17 из них этикетка не содержала полного описания состава препарата. В составе 13 препаратов из этих БАД не было указанных на этикетке веществ, в 9 препаратах были обнаружены не упомянутые на этикетке действующие вещества, в том числе допустимые к употреблению только взрослыми людьми, у 5 в составе не обнаружилось указанных на этикетке веществ и были найдены не указанные на ней. На этикетке у 24 БАД не была указана дневная норма вещества или в них была дозирована более чем двукратная суточная норма вещества. Этикетки 15 БАД содержали ложные сведения о якобы научно обоснованной пользе препарата. Этикетки 16 БАД содержали ложные сведения о наградах или сертификатах качества, якобы присвоенных этим добавкам.
Рекламируемые как укрепляющие иммунитет БАД, в частности, заявленные как эффективные при простудных заболеваниях, в действительности не оказывают влияния на иммунитет принимающего эти БАД человека.
БАД, рекламируемые для снижения веса, в подавляющем большинстве не оказывают никакого влияния на массу тела принимающих их людей. Доля добавок к пище, для которой эффект обнаружен, составляет всего 0,5 %, но и они помогают снизить вес ненамного (максимум на 5 килограммов).

## Классификации БАД
Существуют различные классификации БАД в зависимости от их состава и физиологического действия, а также способов получения и формы производства БАД, поэтому любая классификация БАД достаточно условна.

### Витамины

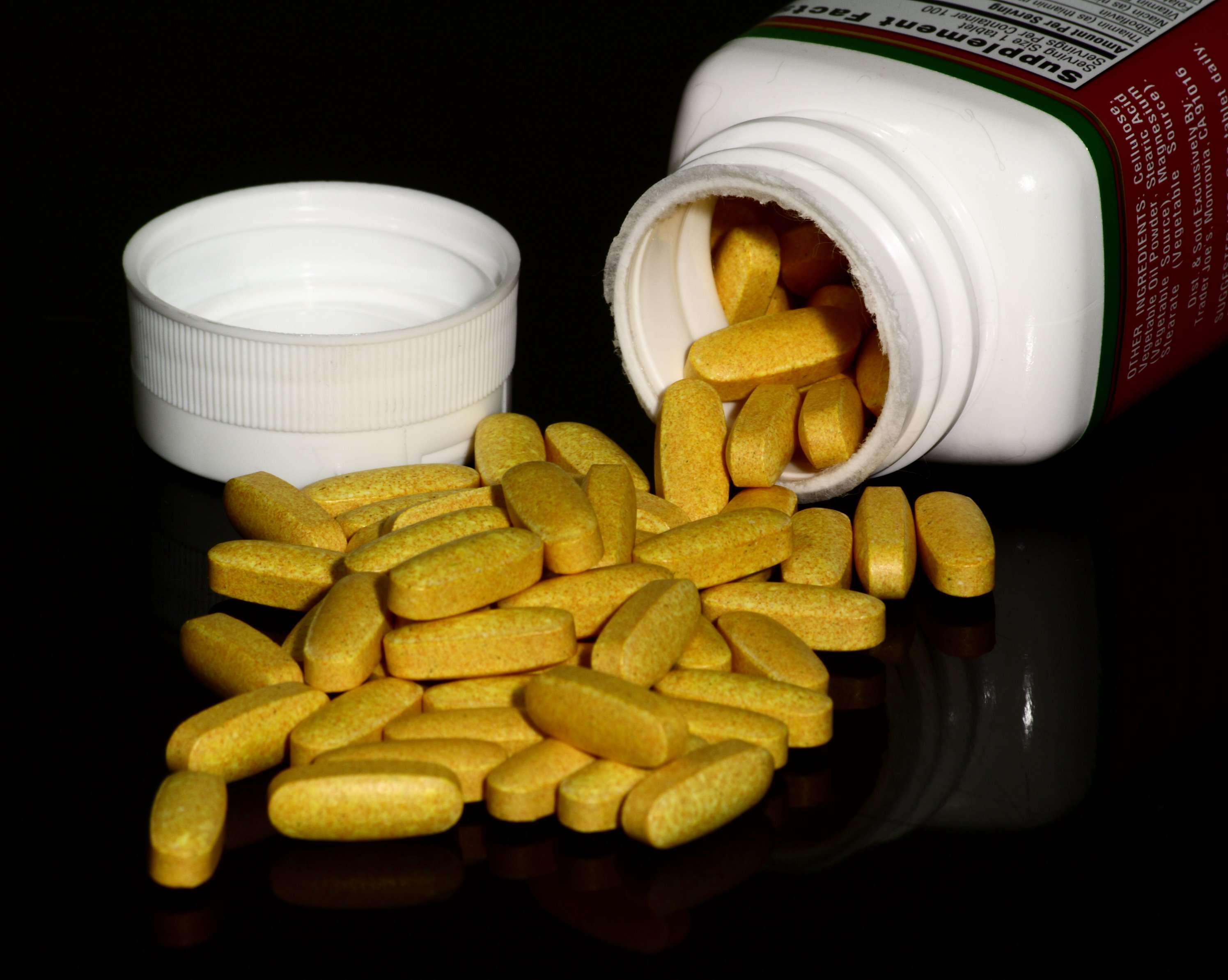
БАД с витамином В

Витамины — органические соединения, необходимые в очень ограниченных количествах для нормальной жизнедеятельности живого организма. Витамины не могут синтезироваться самим организмом (за редким исключением) и должны поступать с пищей. При их отсутствии или недостатке нарушается нормальное развитие организма человека или животных. При этом жизненно важные процессы либо приостанавливаются, либо не протекают совсем.
Потребность в витаминах зависит как от состояния конкретного организма, так и от влияния окружающей среды. Например, в отличие от других млекопитающих, люди, обезьяны, морские свинки и летучие мыши утратили способность синтезировать витамин C. Для вегетарианцев необходимы добавки витамина B12, так как растительные продукты не содержат его. Также витамин D не является важным питательным веществом для тех людей, которые получают достаточное воздействие ультрафиолетовых лучей от Солнца или искусственных источников, так как в данном случае витамин D синтезируется в коже человека.
Производители витаминов заявляют о необходимости или желательности их приёма многими людьми, но не упоминают о том, что необходимое количество витаминов человек, который ест разнообразную пищу, получает с обычным рационом. Добавки с витаминами нужны лишь в отдельных случаях — например, беременным, кормящим грудью, новорождённым и (по назначению врача) пожилым людям. Для большинства людей добавки с витаминами не являются полезными, однако при условии достаточно качественного и полноценного питания. Витамины назначаются в России излишне часто, в слишком больших количествах и без показаний, во многих случаях здоровым людям. Витаминные добавки не заменяют здорового питания: ежедневное потребление свежих овощей и фруктов, рыбы, растительных жиров, молочных продуктов намного полезнее применения витаминов промышленного производства, если эта пища потребляется в достаточном количестве, разнообразии и качестве.
На данный момент признано 13 различных витаминов, большинство из которых на самом деле представляют собой группы витаминов (например, витамин Е включает токоферолы и токотриенолы, витамин К включает витамины K1 и K2). Список из 13 витаминов: A, В1 (тиамин), B2 (рибофлавин), B3 (ниацин), B5 (пантотеновая кислота), B6 (пиридоксин), B7 (биотин), B9 (фолиевая кислота), B12, C, D, E, K. Витамины продаются в качестве биологически активных добавок как по отдельности, так и в составе мультивитаминных комплексов поливитаминов.
По данным ряда исследований, опубликованных в наиболее авторитетных журналах (в частности, Circulation, New England Journal Of Medicine), длительный приём поливитаминов не только не приводит к улучшению прогноза для жизни, но и, по-видимому, повышает риск инфарктов и некоторых онкологических заболеваний, в том числе рака лёгких.

### Минералы
Минералы — химические элементы, необходимые для обеспечения нормальной жизнедеятельности живого организма. Минералы содержатся в почве и воде, откуда они извлекаются корневой системой растений. Запасы минералов в организме восполняются через пищу (растения или мясо животных, употреблявших в пищу эти растения) и через воду. Четыре минерала: углерод, водород, кислород и азот — необходимы для жизни, но они настолько распространены в пище и питье, что не считаются питательными веществами, и не рекомендуется их потребление в качестве минералов.
В зависимости от количества минералов, требуемых в рационе, их можно расположить в следующем порядке уменьшения: калий, хлор, натрий, кальций, фосфор, магний, железо, цинк, марганец, медь, йод, хром, молибден, селен и кобальт (последний как компонент витамина B12). Существуют и другие минералы, которые чаще всего не включаются в список необходимых питательных веществ, такие как бор и кремний. Необходимые минералы продаются в качестве диетических добавок как по отдельности, так и в составе минеральных и витаминно-минеральных комплексов.

### Аминокислоты
Белки — сложные органические вещества, молекулы которых состоят из соединённых в цепочку пептидной связью аминокислот. В живых организмах в большинстве случаев при синтезе белков используется 20 стандартных аминокислот. Восемь из этих аминокислот считаются незаменимыми, так как они не могут быть синтезированы организмом человека и должны поступать вместе с пищей. Незаменимыми считаются следующие аминокислоты: валин, изолейцин, лейцин, лизин, метионин, треонин, триптофан и фенилаланин. Девятая аминокислота, гистидин, раньше считалась незаменимой только для детей, но по современным представлениям её также относят к незаменимым для взрослых. Заменимые аминокислоты вырабатываются в организме из других аминокислот, однако потребность в них может возникать в зависимости от возраста и образа жизни или от состояния человека. Заменимыми аминокислотами считаются: аланин, аргинин, аспарагин, аспарагиновая кислота, глицин, глутамин, глутаминовая кислота, пролин, серин, тирозин, цистеин. Аминокислоты продаются в качестве диетических добавок как по отдельности, так и в разнообразных комплексах.
Помимо 20 стандартных аминокислот существует много других аминокислот (орнитин, цистин, цитруллин, ГАМК и др.) и веществ, сходных с аминокислотами по структуре и часто рассматриваемых вместе с ними (карнитин, таурин и др.).

### Спортивное питание
Спортивное питание — это пищевые добавки, созданные с целью обеспечить организм спортсмена необходимыми витаминами, минералами и питательными веществами. Спортивное питание принципиально отличается от обычного питания и не заменяет его. Состав спортивного питания может варьироваться в зависимости от задач, которые ставятся в том или ином виде спорта (бодибилдинг, тяжёлая атлетика, лёгкая атлетика, боевые искусства, фитнес и т. д.). Оно может быть направлено на улучшение спортивных результатов, достижение оптимальной массы тела, увеличение мышечной массы, уменьшение процентного содержания жира в организме и т. д.
Наиболее распространённое спортивное питание: протеиновые смеси (часто их называют «протеины»), углеводно-белковые смеси, аминокислоты с разветвлёнными боковыми цепями (BCAA), фосфатидилсерин, глютамин, аргинин, незаменимые жирные кислоты, креатин и продукты для снижения веса. Эти и многие другие продукты продаются в качестве спортивных добавок.

### Незаменимые жирные кислоты
Жиры — сложные соединения глицерина и жирных кислот. Молекулы жирных кислот представляют собой цепочки из атомов углерода, связанных между собой. Если все углеродные связи в жирной кислоте одинарные (С—С), такая жирная кислота называется насыщенной; жирные кислоты с одной двойной связью (С=С) называются мононенасыщенными; с двумя и более двойными связями (С=С=С) называются полиненасыщенными.
Выделяют два класса незаменимых полиненасыщенных жирных кислот: омега-3-ненасыщенные жирные кислоты и омега-6-ненасыщенные жирные кислоты. Обе группы считаются незаменимыми для человеческого организма, так как не синтезируются в нём и должны поступать с пищей. Наиболее существенными жирными кислотами являются альфа-линоленовая кислота (АЛК), относящаяся к омега-3, и линолевая кислота (ЛК), относящаяся к омега-6. Из альфа-линоленовой кислоты в организме могут синтезироваться другие две важные омега-3-полиненасыщенные кислоты: эйкозапентаеновая кислота (ЭПК) и докозагексаеновая кислота (ДГК). АЛК в большом количестве содержится в льняном масле. Пищевыми источниками ДГК и ЭПК являются жирные сорта морской рыбы, тогда как диетические добавки в капсулах содержат рыбий жир или масло криля.

### Пробиотики
В кишечнике человека живёт порядка 500 различных видов микроорганизмов общим количеством около 50 триллионов. Пробиотики, если рассматривать их в качестве биодобавок, используются в терапевтических целях для нормализации микрофлоры кишечника и иммуномодуляции. Наиболее известными видами пробиотиков являются бифидобактерии и лактобактерии.

### Натуральные диетические добавки
Средства растительного и животного происхождения в качестве БАД применяются либо в «чистом» виде (порошки, настои, отвары, настойки), либо в виде извлечённых из природного сырья компонентов (экстракты). В качестве сырья служат растения, животные, водоросли, грибы или лишайники. Существует большое количество наименований таких добавок: женьшень, клюква, зверобой, эхинацея, расторопша, гинкго билоба, куркумин, ресвератрол, глюкозамин, коллаген, лецитин и т. д. Такие биологически активные добавки имеют сходство с лекарственными препаратами, но на самом деле ими не являются, имеют ряд отличий, главное из которых заключается в отсутствии комплексных научных исследований. По заявлениям производителей, обладают общеоздоравливающими свойствами, основной целью этих препаратов считается стимулирование работы отдельных органов и систем. Продаются без предъявления рецепта в аптеках, продовольственных или специализированных магазинах. Хотя большинство из этих продуктов имеют долгую историю использования в области траволечения и различных форм традиционной медицины, существуют опасения относительно их фактической эффективности и гарантий качества.
Растительные препараты часто не имеют чётких стандартов качества и могут содержать немалое количество, порой сотни активных ингредиентов, а также часто содержат неофициально настоящие лекарства, загрязнены тяжёлыми металлами и другими токсичными веществами; растительные компоненты в составе этих препаратов могут заменяться более дешёвыми компонентами, чем обозначено на этикетке (например, люцерной). Анализ биологически активных добавок на основе растений показал, что в 59 % случаев они содержат растения, не упомянутые в составе.

### Другие разновидности БАД
Также выделяют и другие группы БАД: ферменты, биофлавоноиды, иммуномодуляторы, адаптогены, продукция пчеловодства, цеолиты, суперпища, пищевые волокна, сальвестролы и т. д.

## Биологическая роль

### Физиологическое действие
Физиологические эффекты БАД достигаются привнесением в организм веществ, обладающих выраженной биологической активностью в отношении животных и человека. Эти соединения выступают в качестве: субстратов для биохимических реакций; кофакторов ферментативных реакций; ингибиторов ферментативных реакций; абсорбентов/секвестрантов реактивных или токсичных веществ; лигандов, которые активируют или подавляют активность рецептов; усилителей абсорбции и/или стабильности основных питательных веществ; селективных факторов роста для естественных желудочно-кишечных бактерий; ферментационных субстратов для естественных бактерий в ротовой полости, желудки или кишечнике, селективных ингибиторов вредных кишечных бактерий.
Синтетические БАД отличаются от натуральных по ряду причин. Во-первых, чистота изготовления приводит к отсутствию микропримесей природного происхождения, которые в натуральном аналоге существенно влияют на биологическую активность основных компонентов. Во-вторых, синтетические препараты могут содержать транс-изомеры, отсутствующие в натуральном сырье, на которые ферментные системы человеческого организма не могут отреагировать правильно. В-третьих, синтезированные вещества представляют собой рацемическую лево- и правовращающуюся смесь изомеров, при том, что биологическая активность есть только у одного типа изомеров. В-четвёртых, природные витамины и витаминоподобные вещества представлены множеством соединений (витамин С — 6, витамин Е — 10, каротиноиды — более 600, флавоноиды — более 6000), в то время как синтетические аналоги на практике представлены одной химической формулой (аскорбиновая кислота, α-токоферол ацетат, β-каротин, рутин).
К активным веществам, получаемым из растительных источников, относятся терпеноиды, фенолы, алкалоиды и другие азотсодержащие соединения. Согласно сообществу химической промышленности США, эти соединения могут препятствовать развитию сердечно-сосудистых заболеваний, сахарного диабета, артериальной гипертензии, онкологических заболеваний, воспалению, паразитарных инфекций, психотических заболеваний, спазматических состояний.

#### Полиненасыщенные жирные кислоты
БАД, содержащие полиненасыщенные жирные кислоты, благоприятно влияют на течение сердечно-сосудистых заболеваний: способствуют снижению уровня триглицеридов и липопротеидов низкой плотности. Потребление омега-3 ненасыщенных жирных кислот оказывает положительное влияние на протекание заболеваний нервной системы: существуют данные, свидетельствующие о благоприятном их действие на течение болезни Альцгеймера, также у больных биполярным расстройством головного мозга принятие омега-3 ненасыщенных жирных кислот при дозировке 9,6 г в день улучшало течение заболевания в сравнении с группой, принимавшей оливковое масло.

#### Антиоксидантное действие БАД
Генерация активных форм кислорода неизбежна при аэробном метаболизме организма. Реактивные формы кислорода приводят к повреждению липидов в клеточных мембранах, окислению белков и повреждению ДНК. Это воздействие приводит к развитию возрастных заболеваний, таких как атеросклероз, онкологические заболевания, инсульт, артрит, возрастная пигментация, дерматит, катарактогенез, повреждение сетчатки, повреждение печени и др. Антиоксидантные нутрицефтики либо гасят реактивные формы кислорода, либо участвуют в качестве кофакторов ферментов, участвующих в детоксикации активных форм кислорода. Эпидемиологические исследования показывают значимость антиоксидантных нутрицефтиков для здоровья и профилактики возрастных заболеваний.
По химическому составу антиоксидантные нутрицефтики включают: токоферолы и токотриенолы, аскорбиновую кислоту, каротиноиды, полифенолы, альфа-липоевую кислоту — все эти вещества участвуют либо в детоксикации форм кислорода либо в мембране, либо в цитоплазме.

## Рынок БАД
Рынок БАД на 2013 год в США составлял 20 млрд долларов, в России — 705 млн долларов без учёта прямых продаж (и более 10 тыс. наименований продуктов). Наиболее крупной компанией на российском рынке в 2011 году была «Эвалар», занимавшая почти 20 %. 68 % БАД — отечественного производства и 32 % — импортная продукция (по структуре экспертиз Роспотребнадзора). Периодически принимает БАД каждый четвёртый россиянин. 70 % продаж БАД осуществляется в аптеках. Большинство людей (60 %) рассматривает БАД как дополнение к пище, часть (16 %) как источник витаминов и некоторые (5 %) считают их лекарствами. Комплексное применение БАД в выращивании цыплят-бройлеров целесообразно и с биологической, и с экономической позиции.
Концепция государственной политики Российской Федерации в области здорового питания 1998 года предусматривала, что расширение применения БАД для улучшения структуры питания — неотложная мера наряду с увеличением потребления витаминизированных продуктов и свежих фруктов и овощей. Помимо этого, концепция подразумевает повышение культуры питания населения и создание новых, научно обоснованных рецептур продуктов и БАД.

### Производство и сертификация
Многие производители БАД по всему миру используют не только растительное сырьё с доказанным лечебным воздействием, но и такое, чей принцип действия не изучен, а также опасное и просто ядовитое. Более чем половину случаев отзывов препаратов в США составляют БАД, в чьём составе имеются не одобренные ингредиенты. Биологически активные добавки часто не содержат ингредиентов, указанных на этикетке, а некоторые добавки содержат не указанные на этикетке ингредиенты.
В России законодательно нормы учёта, оборота и классификации БАД отличаются от общемировой практики. Регистрация препарата в качестве биологически активной добавки к пище намного проще и быстрее регистрации лекарственного средства (2—3 месяца против более чем 9). Регулирование гораздо мягче и производится через Роспотребнадзор, что делает БАД более привлекательными для производителя. Контроль за качеством выпускаемых и реализуемых товаров низок (из 14088 проб, исследованных в 2011 году, только 10,8 % исследовано на показатели подлинности). Есть необходимость в оснащении лабораторий новым оборудованием и обучении специалистов методам качественного и количественного определения активных веществ в БАД, в том числе по причине многокомпонентности БАД, которая усложняет количественную оценку.

### Реклама и продажа
В 1947 году Управление по санитарному надзору за качеством пищевых продуктов и лекарственных препаратов США подало иск против производственной компании Nutrilite Products и её национального дистрибьютора Mytinger and Casselberry, Inc. по поводу содержания рекламной брошюры «Как стать здоровым и оставаться здоровым», в которой содержались утверждения о чудодейственных свойствах продукции Nutrilite (пищевых добавок). Результатом четырёхлетнего разбирательства стало судебное постановление, которым было запрещено использовать тексты этой брошюры и других рекламных публикаций, способных создавать у потребителей представления о целебных свойствах пищевых добавок Nutrilite, не соответствующих действительности.
Реклама БАД имеет те же рисковые особенности, что и реклама лекарственных средств. Для увеличения продаж товара производителем или продавцом завышаются его лечебные возможности, минимизируются противопоказания, побочные действия и результаты самолечения без консультации врача. Реклама на телевидении использует разнообразные технологии воздействия на потребителя и, хотя встречается с недоверием, в половине случаев является основным источником информации о новых товарах на рынке лекарственных препаратов. Перечисляя симптомы, реклама подталкивает потребителя к самостоятельному назначению препарата. Также делается упор на авторитетность (в основном мнимую) мнения лица, демонстрируемого в рекламе, или производителя препарата. Предупреждения о противопоказаниях слабо визуализированы и потому слабо воспринимаются потенциальным покупателем. В то же время реклама подаёт вместе с товаром образ здорового и социально успешного человека, воздействуя на эмоциональную составляющую выбора при покупке. Таким образом, реклама вводит в заблуждение и повышает риски небезопасного (без консультации с врачом и изучения инструкции) применения как БАД, так и лекарственных средств.
Недобросовестными производителями и распространителями, чья продукция не проходит клинических испытаний и её эффективность базируется только на заявлениях заинтересованных сторон, их БАД рекламируются как лекарственные средства вопреки российскому законодательству.
Федеральная служба по надзору в сфере защиты прав потребителей и благополучия человека в 2004 году выявила следующие нарушения при производстве и обороте БАД:
- реализация биологически активных добавок к пище, в том числе в аптечной сети, без сопроводительных документов — регистрационных удостоверений (или санитарно-эпидемиологических заключений) и удостоверений о качестве и безопасности (на каждую партию продукции);
- несоответствие информации на этикетке, согласованной при регистрации, требованиям действующего законодательства;
- несоответствие продукции по содержанию основных биологически активных веществ, декларированных производителем в технической документации, на этикетках;
- различные нарушения при рекламе БАД;
- нарушение условий реализации БАД.

Продажа БАД выгодна аптекам, так как благодаря этому повышается прибыльность как вследствие увеличения ассортимента продаваемых товаров, так и благодаря наценкам на БАД. Эти наценки выше, чем наценки на настоящие лекарства, и не регулируются законодательством: в 2008 году Формулярный комитет РАМН отмечал, что наценки на БАД в некоторых случаях превышают 50 %, в то время как наценки на лекарства зафиксированы на уровне 29—30 %. Интерес к изготовлению БАД проявляют крупные фармацевтические компании, поскольку прибыльность их производства достигает 1000 % и более.
Продажа БАД порой осуществляется по телефону с рассылкой на дом, средняя стоимость покупки при этом высокая. Распространением БАД порой занимаются и врачи, продавая биологически активные добавки в собственном кабинете; нередко для покупки БАД они отправляют пациента в строго указанную аптеку. Как правило, врачи при этом не осознают опасности, связанной с заменой лекарств на эрзац-препараты.
Нередко БАД используются при самолечении, в том числе вместо рекомендуемого врачом лечения. К причинам такого положения дел относятся, в частности, проблемы с лекарственным обеспечением, которые приводят к тому, что многие пациенты применяют вместо лекарств БАД, лекарственные травы, различные «снадобья» и др.
В России существует общественная организация «Ассоциация биологически активных добавок и специализированных продуктов», одной из основных целей которой является создание единых требований для рынка БАД — для обеспечения безопасности и эффективности продуктов и защиты потребителей от недобросовестных производителей и некачественных БАД[значимость факта?].

### Мошенничество, связанное с БАД
В России мошеннические действия в отношении биологически активных добавок к пище происходят аналогично мошенничеству в отношении лекарственных средств. В своём информационном письме от 9 июня 2011 года Минздравсоцразвития РФ сообщил о многочисленных обманах граждан, когда некоторые лица выдают себя за сотрудников министерства или других государственных органов и организаций и навязывают покупку БАД в качестве высокоэффективного лекарства от всех болезней. Также Минздравсоцразвития напомнило гражданам о том, что БАД являются пищевыми продуктами и не могут применяться для лечения каких-либо заболеваний.
Любое упоминание БАДа как лекарственного препарата само по себе является обманом. Продавцы-мошенники за огромные деньги под видом лекарственных препаратов навязывают покупателям БАДы, которые по российскому законодательству являются просто добавкой к пище, но никаким не лекарством.Доктор медицинских наук, профессор, Главный государственный санитарный врач РФ Онищенко Г. Г.
Есть случаи, когда под видом спортивного питания и БАД для коррекции веса продаются препараты, содержащие наркотические средства, психотропные и сильнодействующие вещества. При этом потребителям о составе не сообщается (или выяснить состав затруднительно).

### Негативное действие БАД
БАД часто являются опасными для здоровья (содержат сильнодействующие вещества, в некоторых случаях даже наркотики или психотропные средства). Например, многие биологически активные добавки обладают гепатотоксичностью.
В частности, распространено выведение на рынок новых веществ в виде БАД, а в дальнейшем — регистрация этих веществ как лекарственных средств. Таким образом, потенциально высокоактивные и даже токсичные вещества выводятся на рынок с целью немедленного получения прибыли под маркой сходного с пищей «оздоравливающего» продукта.
В СМИ нередко появлялись сообщения об обнаружении в БАД, применяемых при лечении ожирения, тех или иных сильнодействующих препаратов амфетамина и его производных, мочегонных и слабительных средств.
БАД могут взаимодействовать с одновременно принимаемыми лекарствами — например, снижая их эффект, повышая риск побочных действий и т. п. В частности, метаанализ 85 исследований, результаты которого были опубликованы в International Journal of Clinical Practice, показал, что БАД могут значительно влиять на фармакокинетику лекарственных средств (на их всасывание, метаболизм или экскрецию). Чаще всего серьёзные побочные действия лекарственных средств развиваются у пациентов, которые принимают их совместно с БАД, содержащими магний, кальций, железо, зверобой, гинкго билоба, льняное семя, эхинацею и экстракт йохимбе. Из лекарственных средств классической медицины особенно плохо, по данным того же метаанализа, с БАД сочетались варфарин, инсулин, аспирин, антиаритмический препарат дигоксин, антиагрегантный препарат тиклопидин. Среди выявленных побочных действий самыми частыми являлись побочные действия со стороны ЖКТ (16,4 %), нервной системы (14,5 %) и мочеполового тракта (12,5 %).
Так как БАД нередко выдают за лекарства, это приводит к откладыванию обращения человека за медицинской помощью, что влечёт за собой необратимые изменения в его состоянии.
По данным, опубликованным в 2015 году в «Медицинском журнале Новой Англии», приблизительно 23 000 посещений отделений неотложной помощи в США ежегодно связаны с побочными эффектами, обусловленными приёмом биологически активных добавок.

## В культуре
В русском языке краткое наименование биологически активных добавок к пище (БАД) появилось в конце 1990-х годов благодаря директору научно-исследовательского Института питания РАМН В. А. Тутельяну. Впоследствии аббревиатура превратилась в самостоятельное слово с эмоциональным оценочным ореолом: в 2011 году, когда в России возмущение СМИ против негативных примеров БАД было велико, газетные заголовки демонстрировали многообразную игру слов, выражая негативное значение. С другой стороны, когда говорится о биологически активных добавках к пище в позитивном свете, говорящий дистанциируется от понятия «БАД», используя слова «(диетическая) добавка» или «биодобавка».